# 埃奇
埃奇，是匈牙利杰尔-莫雄-肖普朗州所辖的一个村。总面积19.84平方公里，总人口1838，人口密度92.6人/平方公里（2011年1月1日）。